# Tratatul Machaín-Irigoyen

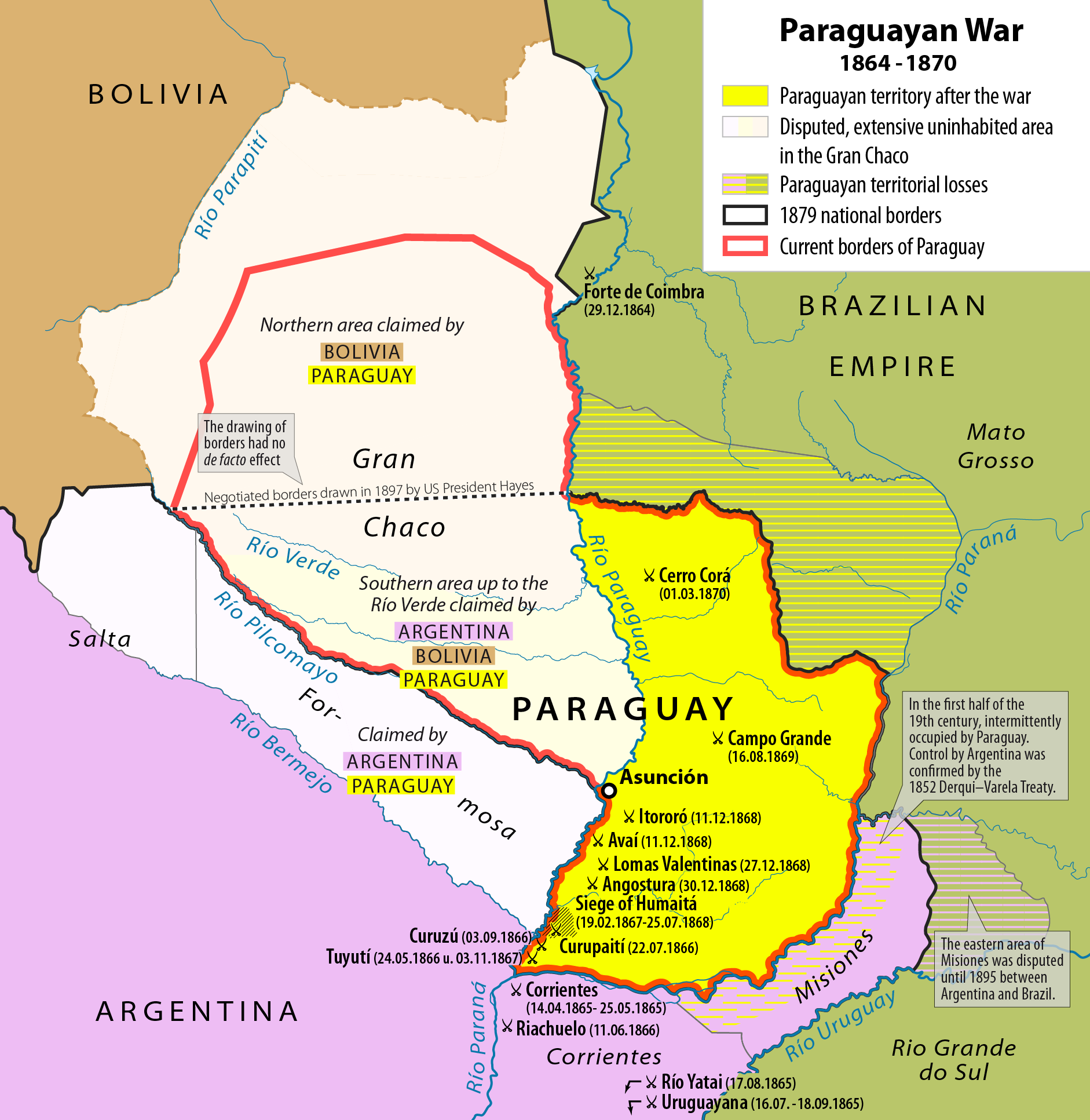
Pierderile teritoriale ale Paraguayului după Războiul Paraguayan

Tratatul Machain-Irigoyen a fost un tratat de frontieră semnat la Buenos Aires la 3 februarie 1876 între Paraguay și Argentina. Încheiat în urma războiului din Paraguay, a fost semnat de Facundo Machaín și Bernardo de Irigoyen.
Acesta a satisfăcut majoritatea revendicărilor teritoriale argentiniene și a dus la retragerea completă a trupelor ocupaționale aliate din Paraguay până la jumătatea verii anului 1876. Argentina a câștigat provincia disputată Misiones și toate ținuturile de la sud de râul Pilcomayo, care formează provincia Formosa. Argentina a renunțat la pretențiile sale asupra Villa Occidental. Singura chestiune rămasă nerezolvată a fost Chaco Boreal (Chaco de Nord).
Brazilia a semnat separat tratatul Loizaga-Cotegipe cu Paraguay în 1872 și acum a ajutat Paraguayul în negocierile sale cu Argentina. Paraguay, cu sprijinul brazilian, a refuzat să renunțe la teritoriul Chaco și ambele părți au convenit la arbitrajul internațional al președintelui american Rutherford B. Hayes, care, la 12 noiembrie 1878, a decis în favoarea Paraguayului. În onoarea sa, a fost creat Departamentul Presidente Hayes.
Această decizie a creat un scandal în Bolivia, care a revendicat o mare parte din regiunea Chaco aflată în dispută. Conflictul nerezolvat a dus mai târziu la Războiul Chaco din 1932-1935.